# ГЕС Ель-Кахон (Франсіско Морасан)
ГЕС Ель-Кахон (Франсіско Морасан) (ісп. El Cajon (Francisco Morazan)) — гідроелектростанція на північному заході Гондурасу. Знаходячись перед ГЕС Ла-Вегона (38,5 МВт), становить верхній ступінь каскаду на річці Humuya, яка починається західніше столиці країни Тегусігальпи та тече у північном напрямку до впадіння ліворуч в Улуа (має устя на узбережжі Карибського моря у Гондураській затоці). Станом на другу половину 2010-х років — найпотужніша ГЕС країни.
В межах проекту річку перекрили бетонною арковою греблею висотою 226 метрів, довжиною 382 метри та товщиною від 7 метрів по гребеню до 48 метрів по основі. Для зведення споруди здійснили відведення потоку за допомогою двох кам'яно-накидних коффердамів та тунелю довжиною 0,5 км з діаметром 13 метрів. Облаштування водонепроникної завіси потребувало буріння 535 км шурфів, а для дренажних та інспекційних цілей проклали 13 км галерей з перетином 10 м². Гребля потребувала 1,48 млн. м³ бетону і ще 0,27 млн. м³ цього матеріалу пішло на інші споруди. Об'єм екскавації перевищив 2,2 млн м³ порід, у т. ч. 0,28 млн м³ у підземних виробітках.
Гребля утримує велике водосховище, яке витягнулось на три десятки кілометрів по долині Humuya і на стільки ж по долині її правої притоки Сулако. Резервуар має об’єм у 5,7 млрд м3 та припустиме коливання рівня поверхні в операційному режимі від 220 до 285 метрів НРМ, що забезпечує корисний об’єм у 4,7 млрд м³.
Машинний зал споруджений у підземному виконанні ліворуч від греблі. Його обладнали чотирма турбінами типу Френсіс потужністю по 75 МВт, які працюють при напорі від 113 до 180 метрів.
Відпрацьована вода повертається в Humuya приблизно за кілометр від греблі.
Видача продукції відбувається по ЛЕП, розрахованій на роботу під напругою 230 кВ.